# Гаагский договор (1661)
Гаагский договор был подписан 6 августа 1661 года представителем португальской короны и Яном де Виттом со стороны Голландской республики с тем, чтобы урегулировать колониальные разногласия между державами.
После восстановления португальской государственности в 1640 году португальцы отвоевали у голландцев Северную Бразилию. Хотя на стороне португальцев стояли враждебные голландцам англичане, флот Соединённых провинций оставался мощной силой, с которой португальцам приходилось считаться.
Обе страны были заинтересованы в возобновлении обоюдовыгодных торговых отношений более, нежели в продолжении конфронтации. Гаагским договором Нидерланды признали принадлежность Португалии всей территории Бразилии, получив восемь миллионов гульденов (63 тонны золота), а португальцы уступили голландцам свои права на Цейлон и Острова пряностей.